# Pieśni Łysogórskie
Pieśni łysogórskie – zaginiony zbiór polskich średniowiecznych pieśni maryjnych, pochodzących z okresu XIII–XIV wieku, uznawanych za jeden z najstarszych dokumentów stworzonych w języku polskim.

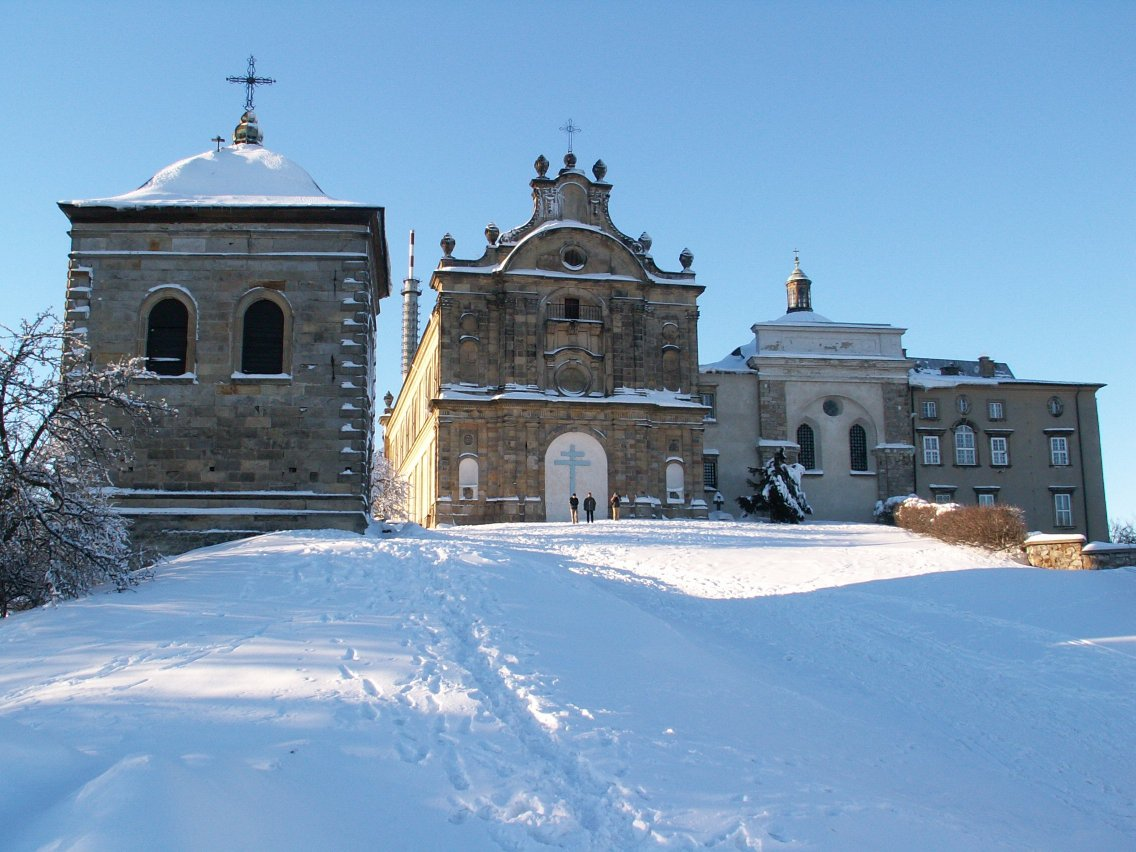
Benedyktyński klasztor na Świętym Krzyżu – miejsce, w którym skopiowano i przechowywano pieśni

Zbiór składał się z cyklu pieśni maryjnych w języku staropolskim zwanych zbiorem Pieśni łysogórskich, wybranych z kodeksów świętokrzyskich z XV wieku. Są to m.in. wyróżniające się poetycką wartością znane według incipitów pieśni: "Radości wam powiedam", "Mocne Boskie tajemności", "Zdrowaś królewno wyborna". Wśród nich jest również słynny "Lament świętokrzyski", incipit: "Posłuchajcie, bracia miła", pieśń maryjna zaliczana do arcydzieł polskiej średniowiecznej liryki obok "Bogurodzicy".
Pieśni Łysogórskie powstały w okresie, w którym na ziemiach polskich zaczęło rozwijać się kultura piśmiennicza, której inspiracją były motywy religijne i kult maryjny, bardzo rozpowszechnionego na terenach ówczesnej Polski. Utwory tego okresu stanowią źródło wiedzy o języku i literaturze polskiej, oraz przedstawiają sposób w jaki postrzegali Maryję żyjący w tamtych czasach ludzie
Polską poezję średniowieczną reprezentują bogate zbiory pieśni religijnych, ocalałych w rękopisach, sporządzanych w klasztorach. Pieśni łysogórskie, skopiował w opactwie benedyktynów na Łysej Górze w drugiej połowie XV wieku benedyktyn Andrzej ze Słupi. W skład cyklu łysogórskiego wchodziły pieśni: "Posłuchajcie, bracia miła", "Radości wam powiedam", "Mocne Boskie tajemności", "Zdrowaś, krolewno wyborna", "O Ciało Boga żywego". Rękopis Pieśni łysogórskich  Andrzeja ze Słupi zaginął. Odpis tego źródła zachował się u Mikołaja Bobowskiego w Polskich pieśniach katolickich. Z zaginionego zbioru pochodzi anonimowa pieśń o "Zwiastowaniu i Poczęciu Maryi" powstała zapewne w pierwszej połowie XV w. Tekst pieśni opublikował Wacław A. Maciejowski na podstawie odpisu sporządzonego przez Łukasza Gołębiowskiego.

## Inne
- W klasztorze benedyktynów świętokrzyskich na Świętym Krzyżu, w okresie rozwoju opactwa powstały najstarsze zabytki piśmiennictwa polskiego – Kazania świętokrzyskie i Pieśni Łysogórskie.
- Nazwa zbioru pieśni pochodzi od miejsca klasztoru Benedyktynów na Łysej Górze w Górach Świętokrzyskich, gdzie w klasztornej bibliotece skopiowano i przechowywano pieśni. Ksiegi wcześniej stanowiły własność biblioteki klasztoru.